# Фительберг, Гжегож
Гжегож Фительберг (пол. Grzegorz Fitelberg, Григорий Григорьевич Фительберг; 18 октября 1879 — 10 июня 1953) — польский дирижёр, скрипач и композитор. Представитель течения Młoda Polska вместе с такими композиторами, как Кароль Шимановский, Людомир Ружицкий и Мечислав Карлович.

## Биография
Гжегож Фительберг (при рождении Григорий Гошиевич Фейтельберг) родился в Динабурге, Витебская губерния, в еврейской семье. Его отец Гоший (Гозияс) Фейтельберг (1835—?) был военным капельмейстером, мать — Матильда Пинцоф (?—1938), сестра — Лея Вахольдер (1881—1941, убита с семьёй в Варшавском гетто). 
В 1891—1896 годах учился в Варшаве у Станислава Барцевича (скрипка) и Зыгмунта Носковского (композиция). В 1896 году играл на скрипке в оркестре Большого театра в Варшаве, с 1901 года — концертмейстер второй группы скрипок в Варшавской филармонии. В сезоне 1904—1905 годов дебютировал в качестве режиссёра Варшавского филармонического оркестра.
В 1898 году заявил о себе как композитор, выиграв первый приз на конкурсе имени Игнация Падеревского в Лейпциге. В 1905 году вместе с Каролем Шимановским и другими композиторами организовал сообщество молодых польских композиторов «Молодая Польша в музыке».
Во время Первой мировой войны сотрудничал с Ballets Russes и Театром музыкальной драмы. Дирижировал первой постановкой «Мавры» Игоря Стравинского в Париже (1922) и премьерой Третьей симфонии Николая Мясковского в Варшаве (1923).
В сезоне 1934—1935 годов работал дирижёром в Свердловском театре оперы и балета. В 1935 году создал Национальный симфонический оркестр Польского радио.
В 1940 году уехал в Южную Америку, где с 1940 по 1941 годы дирижировал оркестром Театра Колон в Буэнос-Айресе (Аргентина). С 1942 по 1945 годы жил в США, вернулся в Польшу в 1946 году. В 1947 году вновь стал во главе возрождённого Национального симфонического оркестра Польского радио, которым руководил до самой смерти.
С 1950 по 1951 годы преподавал в Высшей школе музыки в Катовице. Среди его учеников Мечислав Мержеевский, Марьян Нойтайх, Ольгерд Стражинский, Кароль Стрыя.

## Семья
- Первая жена — Эстеля (Наталья) Ландау[5]. 
  - Сын — Ежи (Юрий-Адольф) Фительберг (англ. George Fitelberg; 1903—1951)[6] — также стал композитором; его жена Тамара[7].
- Вторая жена — Галина Шмольковна (1892—1939), танцовщица.
- Племянник — Александр Соломонович Закин[англ.] (1903—1990), пианист[8].

## Память
В 1979 году, в честь столетия музыканта, основан Международный конкурс дирижёров имени Гжегожа Фительберга. Проводится в городе Катовице в Силезской филармонии.
Также в Катовице проводится Национальный конкурс композиторов имени Гжегожа Фительберга.
В Катовице имя Гжегожа Фительберга носит Дом музыки радио.
В Варшаве и Даугавпилсе установлены памятные доски в честь Гжегожа Фительберга.

## Интересные факты
Широкое распространение получил эпизод из жизни Фительберга, относящийся к 6 марта 1953 года. Придя на репетицию, дирижёр попросил оркестрантов подняться и сказал примерно следующее (дословные варианты передачи его речи различаются): «Сегодня ночью мы все понесли тяжёлую потерю, лишились дорогого каждому музыканту гения. В Советском Союзе умер великий композитор и мой друг Сергей Прокофьев. Прошу почтить его память минутой молчания». После этой минуты, садясь, Фительберг обратился к концертмейстеру оркестра: «Господин Вохняк, я слышал, что и Сталин умер…».